# Yanick Shaft
Pour les articles homonymes, voir Ian Scott.
Yanick Shaft, de son vrai nom Yannick Dambrine, est un acteur pornographique français, né le 6 février 1973. Acteur récurrent du X français depuis les années 1990.

## Biographie
Le futur Yanick Shaft grandit en banlieue parisienne. Après avoir échoué au bac, il travaille avec son beau-père qui tient un vidéo-club, puis vit d'emplois en intérim. C'est à l'époque qu'il rencontre celle qui deviendra sa compagne et fera elle aussi carrière dans le X.
En 1995, il s'engage dans l'armée et devient sergent dans les parachutistes. Mais sa carrière militaire tourne court en raison d'une réduction d'effectifs ; il revient alors à la vie civile et s'installe avec son amie. Le jeune couple commence à fréquenter les clubs échangistes et, de fil en aiguille, apparaît dans divers films porno amateur. Ils tournent leur première scène en 1996 pour les besoins d'une vidéo de la série Rodéo amateur, puis enchaînent avec des films d'autres réalisateurs, parmi lesquels Laetitia qui est alors la reine du porno amateur en France. Il a bientôt l'opportunité de devenir acteur pornographique professionnel et se voit offrir le rôle principal d'un film. Océane s'y oppose tout d'abord, et le couple traverse une crise avant de se réconcilier et de reprendre les tournages, ensemble ou séparément.
Au fil des années, lui et Océane renforcent leur notoriété dans le X français. Il enchaîne les tournages pour des studios comme Private ou Marc Dorcel et des réalisateurs comme Pierre Woodman ou John B. Root. En 1999, Fred Coppula met le couple en vedette dans Niqueurs-nés, parodie du film d'Oliver Stone Tueurs nés.
Il connaît la consécration en 2000 lorsqu'il reçoit le Hot d'or du meilleur espoir masculin. La même année, il joue l'un des violeurs dans le film Baise-moi de Virginie Despentes et Coralie Trinh Thi, et il tourne une nouvelle fois sous la direction de Fred Coppula qui lui confie la vedette de Max, portrait d'un serial-niqueur, un faux documentaire où il interprète un rôle comique de séducteur pontifiant. Le film connaîtra deux suites, Max 2 et Max 3. En 2001, il reçoit le Hot d'or du meilleur acteur européen, tandis qu'Océane reçoit celui de la meilleure actrice française. Océane arrête sa carrière quelques mois plus tard en raison de sa grossesse, tandis que Ian Scott continue de tourner un peu partout en Europe.
Il est par ailleurs l'unique acteur - à l'exception du compagnon de l'actrice, Greg Centauro - à avoir interprété des scènes hard avec Clara Morgane. Dans le courant des années 2000, il tourne également aux États-Unis.
Début 2005, parti tourner un film X au Panama, Il  est arrêté par la police locale en même temps que deux autres acteurs. Des enfants s'étaient en effet, à l'insu de l'équipe du film, introduits dans la propriété où avait lieu le tournage et avaient pu assister à des scènes pornographiques. Il est détenu pendant six mois au Panama, avant d'être relâché et de pouvoir rentrer en France. Éprouvé, il reste absent des plateaux pendant plusieurs mois, puis reprend progressivement le chemin des tournages.
En 2006, il réalise son second film, Fuck Fighter, tourné à Budapest. Réalisé avec l'aide de ses amis Greg Centauro et Christophe Clark, le film est distribué en France par Fred Coppula. En 2007, il coréalise avec ce dernier Max 3, dans lequel il reprend son personnage fétiche de « serial-niqueur ». En 2007 et 2008, on le voit dans deux grosses productions de Marc Dorcel, French conneXion et Casino-No-Limit, réalisées par Hervé Bodilis. En 2011, il joue dans le film DXK, inspiré de l'affaire Dominique Strauss-Kahn.
En 2013, à l'approche de son quarantième anniversaire il décide de changer de pseudonyme, et fait appel à ses fans via un site web pour l'aider à trouver un nouveau nom, en offrant au gagnant une invitation sur son prochain tournage. Le 6 février 2013, jour de ses quarante ans, il adopte officiellement son nouveau pseudonyme, Yanick Shaft.
En 2015, il joue dans un clip du rappeur Vald, en compagnie de Nikita Bellucci. Il fait également une courte apparition dans le film Love de Gaspar Noé.

## Filmographie sélective

### Pornographique

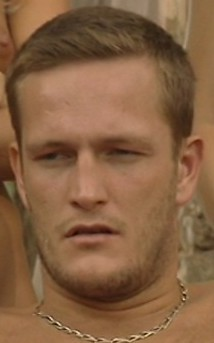
Ian Scott dans une scène du film Elixir, de John B. Root (2000).

- 1999 : Niqueurs-nés de Fred Coppula (Blue One)
- 1999 : Drôles de filles de Patrice Cabanel (JTC)
- 1999 : Machos de Fred Coppula (Blue One)
- 2000 : L'Emmerdeuse de Fred Coppula (Blue One)
- 2000 : Max, portrait d'un serial-niqueur de Fred Coppula (Blue One)
- 2000 : XYZ de John B. Root (JBR Média)
- 2000 : Rocco Meats an American Angel in Paris, de Rocco Siffredi (Evil Angel/Rocco Siffredi Produzioni)
- 2000 : Elixir de John B. Root (JBR Média)
- 2001 : Max 2 de Fred Coppula (Blue One)
- 2001 : La Cambrioleuse de Fred Coppula (Blue One)
- 2001 : La Fille du batelier de Patrice Cabanel (Hot Vidéo / Colmax)
- 2001 : Projet X de Fred Coppula (Blue One)
- 2002 : La Candidate de Fred Coppula (Blue One)
- 2002 : Le Journal de Pauline de Fred Coppula (Blue One)
- 2002 : French Beauty de John B. Root (JBR Média)
- 2002 : Les Dessous de Clara Morgane de Fred Coppula (Blue One)
- 2002 : Une nuit au bordel de John B. Root (Marc Dorcel)
- 2003 : Les Parisiennes, de Yannick Perrin (Blue One)
- 2003 : Scandale, de Fred Coppula (Fred Coppula prod)
- 2003 : La Menteuse de Fred Coppula (Fred Coppula prod)
- 2006 : Pornochic 12: Katsumi, d'Hervé Bodilis (Marc Dorcel)
- 2006 : Yasmine à la prison de femmes d'Alain Payet (Marc Dorcel)
- 2007 : Max 3 de Fred Coppula (Blue One)
- 2007 : French conneXion d'Hervé Bodilis (Marc Dorcel)
- 2008 : Casino - No Limit d'Hervé Bodilis (Marc Dorcel)
- 2010 : Mademoiselle de Paris d'Hervé Bodilis (Max Dorcel)
- 2010 : Dis-moi que tu m'aimes de John B. Root (JBR Média)
- 2011 : DXK de Christophe Clark (Colmax)
- 2015 : Pornochic 25: Anissa Kate, d'Hervé Bodilis (Marc Dorcel)

### Non pornographique
- 2000 : Baise-moi  de Virginie Despentes et Coralie Trinh Thi (interdit aux moins de 18 ans)
- 2015 : Love de Gaspar Noé (interdit aux moins de 18 ans)
- 2015 : clip Selfie de Vald (trois versions dont une pornographique)

## Récompenses
Trois Hots d'or
- Élu "Meilleur acteur européen" - Hots d'or 2001
- Élu "Meilleur acteur européen" - Hots d'or 2000
- Élu "Meilleur espoir européen" - Hots d'or 1999

Nominations
- Nomination "Meilleur performeur français" - Hots d'or 2009
- Nomination "Best Double Penetration Sex Scene" - AVN Awards 2009
- Nomination "Best Group Sex Scene - Video" - AVN Awards 2008